# Жихарево (Калужская область)
Жихарево — деревня в Медынском районе Калужской области Российской Федерации. Входит в состав муниципального образования Сельское поселение «Село Передел». Стоит на реке Трубенке.
Название происходит от некалендарного имени Жихарь .Жихать — гнуться, изгибаться, колыхаться, качаться, шататься. Рядом — Одинцы и Темерево, Таракановка.

## История
В 1782-м году Жихарево — пустошь Петра Ивановича Чичерина, по обе стороны речки Золочи(Трубенки) и на левой стороне устья оврага Власьевского.

## Население
| 2002 | 2010 |
| ---- | ---- |
| 1    | ↘0   |